# Битва під Буксаром
Битва під Буксаром (англ. Battle of Buxar) — бій, що відбувся 22 жовтня 1764 біля містечка Буксар у Біхарі, на березі Гангу, між 7-тис. загоном Британської Ост-Індійської компанії під командуванням майора Гектора Манро та об'єднаними силами падишаха Могольської імперії Шах Алама II та навабів Бенгалії і Ауда.
Незважаючи на значну чисельну перевагу, битва обернулася важкою поразкою для індійських правителів, які переслідували різні цілі й насилу знаходили спільну мову між собою. Поразка змусила їх підписати з лордом Клайвом принизливий Аллахабадський договір.
За умовами договору в правління Ост-Індійської компанії надходило 400000 км² на сході Індії (штати Орісса, Біхар, Західна Бенгалія, Джхаркханд, Уттар-Прадеш, частина Бангладеш). Тим самим Ост-Індійська компанія, яка раніше діяла в Індії через маріонеткового наваба Бенгалії, ставала найбільшою політичною силою Південної Азії.